# 瑙吉托特福卢
瑙吉托特福卢，是匈牙利巴兰尼亚州所辖的一个村。总面积11.17平方公里，总人口393，人口密度35.2人/平方公里（2011年1月1日）。